# Cot Cilee
Cot Cilee är en kulle i Indonesien.   Den ligger i provinsen Aceh, i den västra delen av landet, 1 800 km nordväst om huvudstaden Jakarta. Toppen på Cot Cilee är 172 meter över havet.
Terrängen runt Cot Cilee är kuperad åt nordost, men åt sydväst är den platt.Runt Cot Cilee är det tätbefolkat, med 257 invånare per kvadratkilometer. Närmaste större samhälle är Banda Aceh, 12,7 km väster om Cot Cilee. Omgivningarna runt Cot Cilee är en mosaik av jordbruksmark och naturlig växtlighet.